# Dante Cunningham
Dante Lamar Cunningham (ur. 22 kwietnia 1987 w Clinton) – amerykański koszykarz, występujący na pozycjach niskiego lub silnego skrzydłowego.
Jest bratem byłej zawodniczki WNBA – Davalyn Cunningham.
25 września 2017 przedłużył umowę z New Orleans Pelicans.
8 lutego 2018 został wytransferowany do Brooklyn Nets w zamian za Rashada Vaughna. 19 lipca został zawodnikiem San Antonio Spurs, podpisując roczny kontrakt.

## Osiągnięcia
Stan na 23 sierpnia 2019, na podstawie, o ile nie zaznaczono inaczej.
NCAA
- Uczestnik:
  - NCAA Final Four (2009)
  - rozgrywek Elite Eight turnieju NCAA (2006, 2009)
  - rozgrywek Sweet Sixteen turnieju NCAA (2006, 2008, 2009)
  - turnieju NCAA (2006–2009)
- Mistrz sezonu regularnego konferencji Big East (2006)
- Debiutant Roku Philadelphia Big Five (2006)
- Największy postęp sezonu konferencji Big East – BEC Most Improved Player (2009)
- Zaliczony do:
  - II składu Big East (2009)
  - składu Honorable Mention All-America (przez Associated Press)